# Fiddling Around
Fiddling Around är ett musikalbum från 1993 av Svend Asmussen Quartet.

## Låtlista
1. Alabama Barbeque (Fred Coots) – 3:46
2. Cherokee (Ray Noble) – 4:49
3. Fiddler in Rio (Svend Asmussen) – 4:06
4. Stardust (Hoagy Carmichael) – 5:30
5. Calypso Colombo (Svend Asmussen) – 4:11
6. Take Off Blues (Svend Asmussen) – 4:46
7. Näckens polska (trad) – 5:00
8. You Brought a New Kind of Love to Me (Sammy Fain) – 3:55
9. Chanson Triste (Pjotr Tjajkovskij) – 3:21
10. The Little Mermaid (Svend Asmussen) – 2:53
11. Fat Tuesday Rag (Svend Asmussen) – 4:12
12. Tripple Trouble (Svend Asmussen) – 3:38
13. Brother, Can You Spare a Dime? (Jay Gorney) – 3:15
14. Swing Manouche (Svend Asmussen) – 3:50
15. Batida Differente (Durval Ferreira/Mauricio Einhorn) – 4:23
16. June Night (Abel Baer/Cliff Friend) – 3:12

## Medverkande
- Svend Asmussen – violin
- Jacob Fischer – gitarr
- Jesper Lundgaard – bas
- Aage Tanggaard – trummor